# Третяки
Третяки (укр. Третяки) — село на Украине, находится в Харцызском городском совете Донецкой области. Находится под контролем самопровозглашённой Донецкой Народной Республики.

## География

#### Соседние населённые пункты по странам света
С, СЗ: город Иловайск (примыкает)
С: Войково, Фёдоровка
СЗ: Придорожное, Кобзари, Зелёное
СВ: Виноградное, Широкое, Троицко-Харцызск, Шахтное, Покровка (Харцызский горсовет)
З: Грузско-Ломовка
В: Покровка (Амвросиевский район), Степано-Крынка
ЮЗ: Агрономичное, Грабское
ЮВ: Григоровка
Ю: Полтавское, Многополье

## Население
Население по переписи 2001 года составляло 258 человек.

## Общая информация
Почтовый индекс — 86793. Телефонный код — 6257.

## Адрес местного совета
86793, Донецкая область, Харцызский городской совет, г. Иловайск, ул. Первомайская, 107.